# The Girl Who Won Out
The Girl Who Won Out er en amerikansk stumfilm fra 1917 af Eugene Moore.

## Medvirkende
- Violet MacMillan som Nancy Grimm
- Barbara Conley som Ellen
- Scott Pembroke som Chester Noble
- Mattie Witting som Mrs. Harvey
- Charles Hill Mailes som Mr. Wicks